# اولگا اسپرانسکایا
اولگا اسپرانسکایا (روسی: Ольга Сперанская) دانشمند و متخصص محیط زیست روسی است. او از سال ۱۹۹۷ مدیر برنامه ایمنی شیمیایی در مرکز محیط زیست و توسعه پایدار اکو-آکورد در مسکو بوده و دارای مدرک کارشناسی ارشد ژئوفیزیک از دانشگاه ایالتی مسکو و دکترای فیزیک محیط زیست از آکادمی علوم روسیه است. از سال ۲۰۱۰ تا ۲۰۱۸، او رئیس مشترک شبکه بین‌المللی حذف پاپس بود. اسپرانسکایا کمپین‌های بسیاری را علیه استفاده از آلاینده‌های آلی رهبری کرده، برای ممنوعیت دفن و حمل و نقل مواد شیمیایی خطرناک مبارزه کرده و اطلاعاتی را برای تغییر سیاست‌ها در بسیاری از کشورهای مختلف در اختیار تصمیم‌گیرندگان دولتی قرار داده است.
فعالیت زیست‌محیطی اسپرانسکایا در دهه ۱۹۹۰ آغاز شد، زمانی که فایننشال تایمز مقاله او را در مورد مسائل زیست‌محیطی سمی ناشی از فروپاشی اتحاد جماهیر شوروی منتشر کرد. هنگامی که اتحاد جماهیر شوروی در سال ۱۹۹۱ فروپاشید، هزاران تن مواد شیمیایی و آفت‌کش‌های منسوخ‌شده مانند ددت که در غرب ممنوع شده بودند، در سراسر اروپای شرقی، قفقاز و آسیای مرکزی پراکنده شدند. ذخیره‌سازی نامناسب و رهاسازی بعدی آنها باعث شد که به آب‌های زیرزمینی نفوذ کرده و توسط انسان‌ها و حیوانات مصرف شوند و منجر به نقص‌های مادرزادی و مشکلات سلامتی شوند. مشکل از این واقعیت ناشی می‌شود که این ذخایر در جوامع کشاورزی فقیر باقی مانده‌اند، جایی که کشاورزان مواد شیمیایی را برای استفاده در محصولات و باغ‌های خود جمع‌آوری می‌کنند و در برخی از مناطق آسیا، از آنها برای تازه ماندن میوه‌ها به مدت طولانی‌تر استفاده می‌شود، توسط زنان و کودکان در بازارهای آزاد فروخته می‌شود و همراه با محصولات غذایی ذخیره می‌شود.
او اظهار داشت که این مشکل به حدی افزایش یافته است که مقامات برای پاکسازی این مکان‌ها به فشار زیادی نیاز دارند. اسپرانسکایا سال‌ها از طریق کارش در مرکز اکو-آکورد، یک نهاد مستقل دیده‌بان محیط زیست، مسکو را تحت فشار قرار داد و از آن خواست تا ذخایر مواد شیمیایی را ایمن‌سازی کرده و آلودگی عظیم به جا مانده از شوروی را پاکسازی کند. او همچنین بسیاری از مردم را در مورد خطرات مواد شیمیایی آگاه کرده و ده‌ها سازمان مردم‌نهاد و گروه فعال را برای تشکیل یک شبکه حمایتی متحد کرده است. او گفت: «مردم یک شهر یا روستا ارتباط بین نقص‌های مادرزادی یا مشکلات سلامتی و محل دفن زباله‌های شیمیایی درست در حیاط خلوت خود را درک نمی‌کردند. هیچ اطلاعاتی در آنجا وجود نداشت. ما با انتشار اطلاعات شروع کردیم زیرا فهمیدیم که باید این پل اطلاعاتی را به مردم بسازیم. بزرگ‌ترین نتیجه این بود که مردم شروع به … درخواست اقدام کردند.»
فعالیت‌های او در تصویب کنوانسیون استکهلم در مورد آلاینده‌های آلی پایدار توسط حداقل ۱۲۸ کشور و اکثر کشورهای شوروی سابق تأثیرگذار بود؛ این کنوانسیون در آن زمان توسط ولادیمیر پوتین، رئیس‌جمهور وقت، امضا شد، اما فدراسیون روسیه هنوز آن را تصویب نکرده است. از طریق فشار اعمال شده توسط سازمان‌های مردم‌نهاد که او متحد کرده بود، نه کشور از دوازده کشور منطقه در جلسات جهانی کنوانسیون شرکت می‌کنند.
در سال ۲۰۱۵، او در کنفرانس بین‌المللی برنامه محیط زیست سازمان ملل متحد در مورد مدیریت مواد شیمیایی شرکت کرد که بیش از ۸۰۰ نماینده از صنایع، جامعه مدنی و وزرا در آن حضور داشتند. این کنفرانس منجر به توافق برای اتخاذ فعالیت‌های کاهش ریسک برای مدیریت مواجهه با مواد شیمیایی سمی برای مردم و محیط زیست شد. او از این توافق احساس دلگرمی می‌کرد، اما مطمئن نبود که آیا می‌تواند آن را اجرا کند یا خیر، زیرا پروژه پیشنهادی به ۱۰۰ میلیون دلار بودجه نیاز داشت، اما در آن زمان فقط ۲۷ میلیون دلار در دسترس بود.
اسپرانسکایا می‌گوید شرکت‌های روسی هنوز نسبت به محیط زیست بی‌تفاوت هستند و مقررات دولتی ضعیف است، اما او همچنان امیدوار است. و می‌گوید: «محیط زیست فراتر از هرگونه مسئله سیاسی است. ما باید به کار خود ادامه دهیم - برای مبارزه با این میراث و اجازه ندادن به مقامات برای بزرگتر کردن آن.»

## شناخت
اسپرانسکایا در نتیجه فعالیت‌های زیست‌محیطی خود، در سال ۲۰۰۹ جایزه زیست‌محیطی گلدمن را دریافت کرد و در سال ۲۰۱۱ توسط برنامه محیط زیست سازمان ملل متحد به عنوان یکی از قهرمانان زمین معرفی شد